# 微分流形

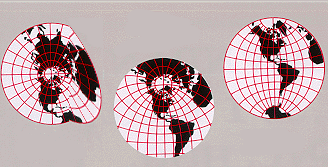
世界地圖的光滑流形

光滑流形（英語：smooth manifold），或称 C∞-微分流形（differential manifold）、C∞-可微流形（differentiable manifold），是指一个被赋予了光滑结构的拓扑流形。一般的，如果不特指，微分流形或可微流形指的就是 C∞ 类的微分流形。可微流形在物理學中非常重要。特殊種類的可微流形構成了經典力學、廣義相對論和楊-米爾斯理論等物理理論的基礎。可以為可微流形開發微積分。可微流形上的微積分研究被稱為微分幾何。

## 歷史
微分幾何（differential geometry）作為一個獨特的學科的出現一般歸功於高斯（Carl Friedrich Gauss）和黎曼（ Bernhard Riemann）。黎曼在哥廷根的著名的康復講座中描述了多個面向。他通過在一個新的方向上改變給定對象的直觀過程激發了多方面的想法，並且預先描述了協調系統和圖表在隨後形式發展中的作用：
在一個概念下的事例如果構成n維流形，一個流形的特色可以簡單表示其屬性，則化簡的結果必然是有限個數字，…… - 波恩哈德·黎曼的就職演說《论作为几何学基础的假设》
物理學家詹姆斯·克拉克·麦克斯韦（James Clerk Maxwell）和數學家庫爾巴斯托羅（Gregorio Ricci-Curbastro）和齐维塔（Tullio Levi-Civita）的成果導入了張量分析和廣義協變性的概念，它將內在幾何屬性識別為關於協調變換的不變量。這些想法在1912年愛因斯坦發展廣義相對論理論時取得關鍵性的應用。外爾（Hermann Weyl）于1912年给出了微分流形的一个内在的定义。1930年代，该课题基础性方面的工作被哈斯勒·惠特尼（Hassler Whitney）等人厘清，使得从19世纪下半叶起开始发展起来的相关的直觉知识变得更精确，并通过微分几何和李群使微分流形的理论得到进一步的发展。

## Cr-可微流形的定义
设{\displaystyle r} 是自然數，{\displaystyle m}-维拓扑空间 {\displaystyle {\mathcal {M}}} 被称为是 {\displaystyle m}-维 {\displaystyle \mathbf {C} ^{r}} 可微流形，如果，
1. {\displaystyle {\mathcal {M}}} 为豪斯多夫空间
2. {\displaystyle {\mathcal {M}}} 被 {\displaystyle m}-维坐标邻域所覆盖，换句话说，存在{\displaystyle {\mathcal {M}}} 中的 {\displaystyle m}-维坐标邻域族{\displaystyle \left\{(U_{\alpha },\varphi _{\alpha })\right\}_{\alpha \in A}}，使得{\displaystyle {\mathcal {M}}=\cup _{\alpha \in A}U_{\alpha }}
3. 满足{\displaystyle U_{\alpha }\cap U_{\beta }:=W_{\alpha \beta }\neq \phi } 的任意 {\displaystyle \alpha ,\beta \in A}，其坐标转换

{\displaystyle \varphi _{\beta }\circ \varphi _{\alpha }^{-1}:\varphi _{\alpha }(W_{\alpha \beta })\subseteq \mathbb {R} ^{m}\mapsto \varphi _{\beta }(W_{\alpha \beta })\subseteq \mathbb {R} ^{m}}
为一個 {\displaystyle \mathbb {R} ^{m}} 到 {\displaystyle \mathbb {R} ^{m}} 的 {\displaystyle \mathbf {C} ^{r}} 映射。
- 注意：每個座標鄰域 {\displaystyle U_{\alpha }} 都是流形 {\displaystyle {\mathcal {M}}} 中的開集合。
- 当第三個條件中的座標變換改成是光滑映射（代表可無限次微分）時，滿足這三條件的稱為光滑流形，寫作{\displaystyle \mathbf {C} ^{\infty }}流形；当座標變換不是可微映射，僅是連續映射時，滿足這三條件的稱為拓扑流形，寫作{\displaystyle \mathbf {C} ^{0}}流形。

### 圖冊
拓撲空間X上的圖冊稱為卡（chart）的{(Uα, φα)}的集合，其中Uα是覆蓋 X的開放集合，並且對於每個索引α
{\displaystyle \varphi _{\alpha }\colon U_{\alpha }\to {\mathbf {R} }^{n}}
是Uα在n維真實空間的開放子集上的同胚。圖冊的转移映射（transition map）功能是
{\displaystyle \varphi _{\alpha \beta }=\varphi _{\beta }\circ \varphi _{\alpha }^{-1}|_{\varphi _{\alpha }(U_{\alpha }\cap U_{\beta })}\colon \varphi _{\alpha }(U_{\alpha }\cap U_{\beta })\to \varphi _{\beta }(U_{\alpha }\cap U_{\beta }).}
以图册来定义流形的概念是由夏尔·埃雷斯曼于1943年所提出。每個拓撲流形都有一個圖冊。Ck-atlas是一個圖冊，其轉換圖是Ck。拓撲流形具有C0-atlas，並且通常Ck-流形具有Ck-atlas。連續圖冊（continuous atlas）是C0圖冊，平滑圖冊是C∞圖冊，分析圖冊（analytic atlas）是Cω圖冊。

## 替代定義

### 偽群
偽群（Pseudogroups）的概念提供了彈性的圖冊泛化（generalization of atlases），允許以統一的方式在流形上定義成各種不同的結構。偽群由拓撲空間S和由S的開放子集到S的其他開放子集的同態組成的集合Γ組成，使得
1. 如果f ∈ Γ，且U是f的域的開放子集，則限制f|U也在Γ。
2. 如果f 開放子集合的同胚, {\displaystyle \cup _{i}\,U_{i}}, 到 S的開放子集，則 f ∈ Γ為每個i提供 {\displaystyle f|_{U_{i}}\in \Gamma }。
3. 對於每個開放的U ⊂ S， U的身份轉換在Γ。
4. 如果f ∈ Γ，則f−1 ∈ Γ。
5. Γ的兩個元素組成在Γ。

最後三個條件類似於一個群（group）的定義。注意，Γ不必是群，因為這些函數在S上不是全域定義的。

### 結構層
有時使用替代方法來賦予具有Ck結構的流形是有用的。這裡k = 1, 2, ..., ∞, 或ω為實分析流形（real analytic manifolds）。不考慮坐標圖，可以從流形本身定義的功能開始。M 的結構層（structure sheaf），表示為Ck，是一種函數 ，它為每個開放集U ⊂ M定義連續函數U →  R的代數Ck(U)。

## 可微分函數
在n維可微分流形 M上的實值函數f在點p ∈ M處被稱為可微分 ，如果它在p周圍定義的任何坐標圖中是可微分的。更準確地說，如果(U, φ)是卡（chart），其中U包含p，是 M的開集，而且φ : U → Rn是定義卡（chart）的映射，則f是可微分的，如果且僅當
{\displaystyle f\circ \varphi ^{-1}\colon \varphi (U)\subset {\mathbf {R} }^{n}\to {\mathbf {R} }}
在φ(p)處是可微分的。一般會有很多可用的卡（chart）；然而，可微分的定義不取決於p的卡（chart）的選擇。從链式法则（chain rule）應用到一個卡（chart）和另一個圖之間的轉換函數，如果f在p的任何特定卡（chart）中都是可微分的，那麼在p的所有卡（chart）中都是可微分的。類似的情況適用於定義Ck函數，平滑函數和分析函數。

## 叢

### 切線叢
點的切空間由該點處的可能的方向導數構成，並且具有與流形相同的維數n。對於一組（非奇異）坐標xk在本地點，坐標導數（coordinate derivatives）{\displaystyle \partial _{k}={\frac {\partial }{\partial x_{k}}}}確定切線空間的完整基礎。

### 餘切叢
向量空間的對偶空間（dual space）是矢量空間上的實值線性函數集合。餘切空間處的一點是該點的切線空間的對偶位置，而餘切叢（cotangent bundle）是所有餘切空間的集合。

## 流形結構

### 黎曼流形
黎曼流形是一個可微分的流形，切空間以微分的方式產生內積。內積結構可以稱為黎曼度量（metric）。該度量可以用於互變向量和輔助向量，並定義rank 4黎曼曲率張量。黎曼流形有長度、體積和角度的概念。任何可微流形都可以被稱為黎曼結構。 

### 扭對稱流形
一個共同的流形是具有封閉性的，非退化的symmetric 2-tensor形式的流形。這種情況迫使相似的流形是均勻的。在漢密爾頓力學中作為相位空間出現的反切叢（Cotangent bundles）是激勵的例子，但是許多緊湊型流形也具有扭對稱（symplectic）結構。